# 1635年臺灣
|        | 臺灣歷史 \| 台灣歷史年表 |
| 世纪： | 16世纪臺灣 \| 17世纪臺灣 \| 18世纪臺灣 |
| 年代： | 1600年代臺灣 \| 1610年代臺灣 \| 1620年代臺灣 \| 1630年代臺灣 \| 1640年代臺灣 \| 1650年代臺灣 \| 1660年代臺灣                                           |
| 年份： | 1630年臺灣 \| 1631年臺灣 \| 1632年臺灣 \| 1633年臺灣 \| 1634年臺灣 \| 1635年臺灣 \| 1636年臺灣 \| 1637年臺灣 \| 1638年臺灣 \| 1639年臺灣 \| 1640年臺灣 |
| 纪年： | 乙亥年（猪年）、荷蘭東印度公司統治臺灣11周年、西班牙統治臺灣9周年                                                                                      |

本條目介紹臺灣於1635年所發生的歷史事件，以及該年重要台灣人物的生卒日期。這年是荷蘭東印度公司於臺南開啟荷蘭統治時期的第十二年，新西班牙菲律賓都督府於基隆開啟西班牙北台灣統治時期的第十年。南部處於第4任臺灣長官漢斯·普特曼斯的管理下，這一年荷蘭東印度公司在獲得巴達維亞方面增援後與台灣南部的部落交戰取得勝利，使得各部落也陸續臣服。

## 政府

臺灣長官：漢斯·普特曼斯
雞籠淡水長官：奧就

## 大事記
- 9月，臺灣當局獲得巴達維亞方面同意增援，並派遣475名士兵到臺灣[1]。
- 9月，蕭壠社、麻豆社爆發了瘟疫，不少人染病而死[2]
- 11月23日，普特曼斯率眾發動麻豆社之役（參看荷蘭在臺灣之平定行動），並簽訂麻豆協約。
- 12月22日，發動聖誕節之役，荷蘭軍隊500人和新港社等部落400至500人，組成千人大軍，進攻馬卡道族搭加里揚社[3]。荷軍乘戰勝的餘威，擊敗了其他敵對村莊，如蕭壠社、小琉球社等等，其他南臺灣的部落也陸續臣服。